# Marmorweber

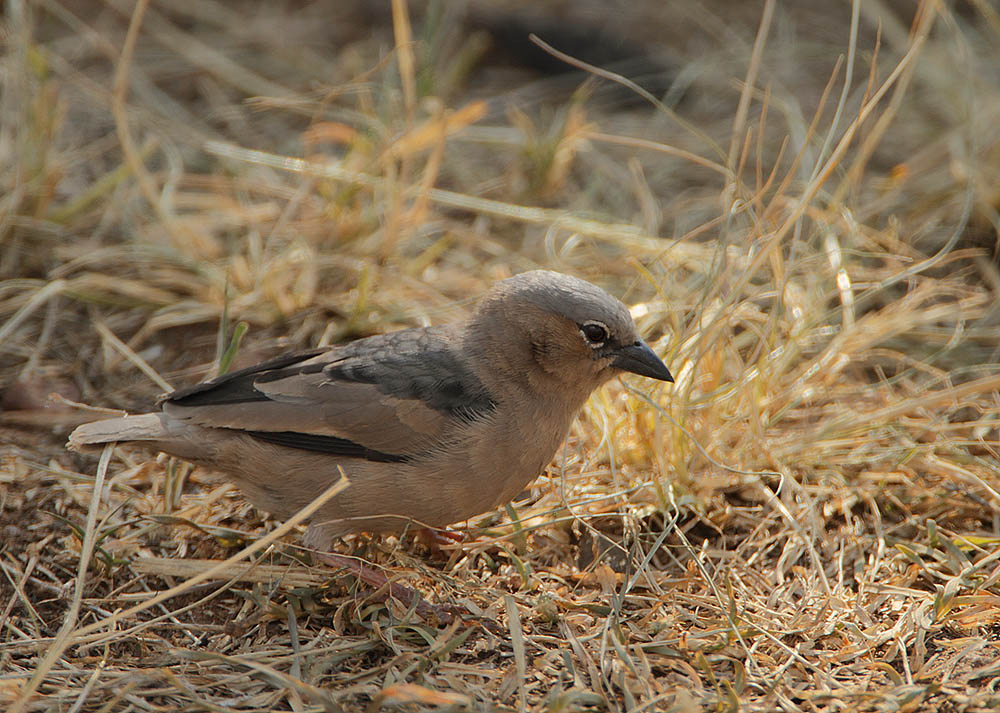
Marmorweber im Masai Mara Nationalpark, Kenia

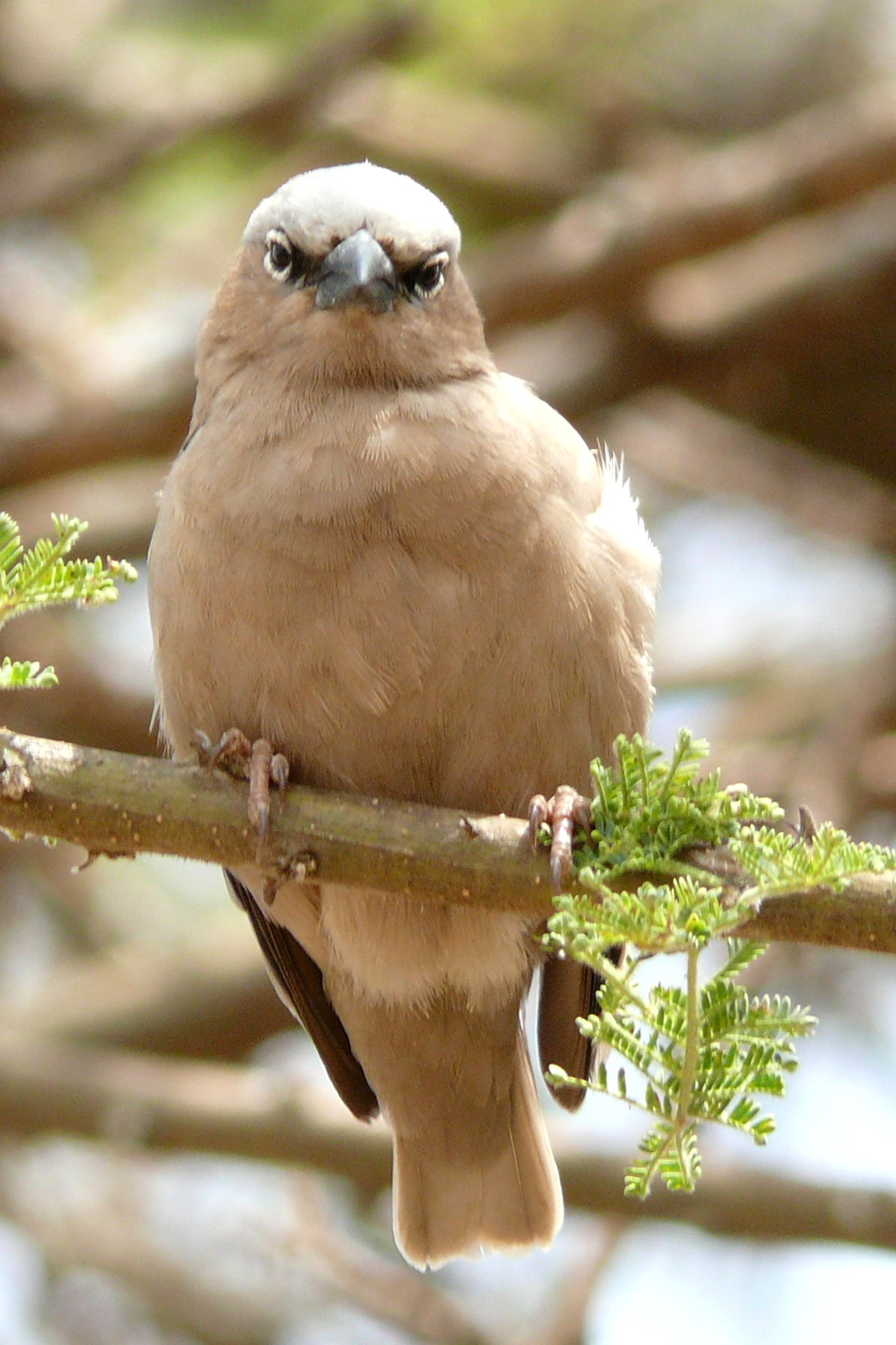
Marmorweber

Der  Marmorweber (Pseudonigrita arnaudi), auch Marmorspätzling oder Marmor-Schwärzling genannt, ist eine Vogelart aus der Familie der Webervögel (Ploceidae). Er kommt in drei Unterarten in einem lückenhaften Verbreitungsgebiet im östlichen Afrika vor, das sich vom westlichen und südlichen Sudan, durch das südliche Äthiopien, Uganda, Kenia bis nach Nord- und Zentraltansania erstreckt. 

## Merkmale
Der Marmorweber ist ein kleiner grau-brauner Vogel, der eine Länge von elf bis zwölf Zentimeter erreicht. Schwungfedern und die Oberseite des größten Teils des kurzen Schwanzes sind schwärzlich, die Schwanzspitze fahl. Stirn und Scheitel sind grau. Auffällig ist ein weißer Augenring. Der Schnabel ist schwärzlich, Beine und Füße bräunlich-rosa. Jungvögel sind bräunlicher, ihnen fehlt noch der gräuliche Oberkopf sowie der weiße Augenring. Ihr Schnabel ist außerdem noch hellbraun. Jungvögel können mit denen des Schwarzkappenwebers (Pseudonigrita cabanisi) verwechselt werden, der zur selben Gattung wie der Marmorspätzling gehört. Die Jungvögel des Marmorwebers sind auf der Körperunterseite jedoch bräunlich und nicht weiß, ihr Schnabel ist kleiner und ihr Schwanz ist kürzer.

## Lautäußerungen
Er verfügt über mehrere Rufe, darunter ein schrilles „tew tew tew“, „tu-tew tu-tew“ oder „spik-spik“, „spi-chew-spi-chew“ und ein quietschendes Geschwätz, das an die Laute des Haussperlings erinnert. Wenn die Marmorweber sich zur Ruhe zurückziehen, ertönt ein schrilles „che-che sireeee“, „rreet-rreee-rreee“ oder „sreet-sreet-sreet“.

## Lebensweise
Marmorweber leben im Tief- und Hügelland unterhalb von 1400 Metern Höhe, in Dornbüschen- und mit Akazien bestandenen Savannen. Gewöhnlich kommen sie in niederschlagsreicheren Gebieten als der Schwarzkopfspätzling vor, allerdings überlappen sich die Verbreitungsgebiete dieser beiden Pseudonigritta-Arten in einigen Regionen. Marmorweber sind ganzjährig in ihren Brutgebieten anzutreffen.
Die Nahrung der Marmorweber besteht aus Grassamen und Insekten. Nachgewiesen werden konnten unter anderem Heuschrecken, Käfer, Termiten und Raupen. Die Nestlinge und Jungvögel werden mit weichen grünen Grassamen sowie Insekten gefüttert. Sie trinken regelmäßig und sind daher in ihrem Verbreitungsgebieten auf offene Wasserstellen angewiesen.

## Fortpflanzung
Marmorweber sind gesellig und brüten in kleinen dichten Kolonien in Dornbüschen, vor allem in Ameisenakazien. Gezählt wurden bis zu 157 Nester in einem einzigen Baum, die Nester gingen dabei zum Teil ineinander über. Die Kolonien setzen sich aus Subkolonien zusammen, die aus zwei bis acht Vögeln besteht, die ihre zwei bis acht Nester energisch gegenüber Vögeln anderer Subkolonien verteidigen. Das einzelne Nest ist relativ groß und wird aus Grashalmen gebaut. Es hat zwei Eingänge auf der Unterseite, wenn es außerhalb der Brutzeit zur Ruhe benutzt wird. Vor der Eiablage wird ein Eingang geschlossen.

## Unterarten
Es werden die folgenden Unterarten unterschieden:
- Pseudonigrita arnaudi arnaudi – im und östlich des Rift Valley
- Pseudonigrita arnaudi australoabyssinicus – südliches Äthiopien
- Pseudonigrita arnaudi dorsalis – Masai Mara über Serengeti bis zum Eyasisee

## Einzelbelege
1. ↑   Fry et al., S. 67
2. ↑   Fry et al., S. 67–68
3. ↑   Fry et al., S. 68
4. ↑   Fry et al., S. 68